# Dermacentor montanus
Dermacentor montanus är en fästingart som beskrevs av Filippova och Panova 1974. Dermacentor montanus ingår i släktet Dermacentor och familjen hårda fästingar. Inga underarter finns listade i Catalogue of Life.